# Juma Ndiwa
Juma Ndiwa (né le 28 novembre 1960) est un athlète kényan, spécialiste du 800 mètres.

## Biographie
Il remporte la médaille d'or du 800 mètres lors des championnats d'Afrique 1982, au Caire devant son compatriote James Maina Boi.
Il atteint les demi-finales des Jeux olympiques de 1984 et remporte la médaille de bronze aux championnats d'Afrique de 1985.

### Palmarès
| Date | Compétition            | Lieu     | Résultat | Épreuve   | Performance   |
| ---- | ---------------------- | -------- | -------- | --------- | ------------- |
| 1982 | Championnats d'Afrique | Le Caire | 1er      | 800 m     | 1 min 48 s 10 |
| 1982 | Jeux du Commonwealth   | Brisbane | 3e       | 4 x 400 m |               |
| 1985 | Championnats d'Afrique | Le Caire | 3e       | 800 m     | 1 min 46 s 67 |

### Records
| Épreuve | Performance   | Lieu   | Date            |
| ------- | ------------- | ------ | --------------- |
| 800 m   | 1 min 44 s 20 | Munich | 26 juillet 1983 |